# Дульский, Василий Михайлович
Васи́лий Миха́йлович Ду́льский (28 декабря 1918, Луганск — 2 февраля 1993) — российский валторнист, военный дирижёр, педагог и композитор, артист ряда московских симфонических оркестров, дирижёр ведущих военных оркестров СССР, преподаватель Московской консерватории, автор сочинений для духового оркестра, Заслуженный артист РСФСР (1969).

## Биография
Василий Дульский начал заниматься музыкой, будучи воспитанником музыкантской команды Красной Армии в 1935—1936 годах. В 1940 году он окончил музыкальное училище имени Ипполитова-Иванова по классу Василия Солодуева. В 1940—1941 годах Дульский учился в Московской консерватории по классу Антона Усова, однако его учёбу прервала начавшаяся Великая Отечественная война. В 1941—1942 проходил ускоренный курс военного факультета консерватории. После окончания войны в 1945 он продолжил занятия у Усова в консерватории и окончил её в 1949 году.
В 1945—1946 годах Дульский играл в оркестре театра имени Ленинского комсомола, 1946—1948 — в оркестре оперно-драматической студии имени Станиславского. С 1948 по 1950 год он был артистом симфонического оркестра Комитета кинематографии СССР.
После 1950 года Василий Дульский посвятил себя дирижированию и сочинению музыки для духового оркестра. С 1950 по 1954 год он был дирижёром духового оркестра Прикарпатского военного округа. С 1954 по 1963 год Дульский руководил отделением показательного оркестра Министерства обороны СССР. С 1963 по 1968 год он был начальником оркестра Группы советских войск в ГДР, а с 1968 по 1974 год — старшим дирижёром показательного оркестра Министерства обороны СССР. В 1969 году ему было присвоено почётное звание Заслуженный артист РСФСР. После 1974 Дульский преподавал на военно-дирижёрском факультете Московской консерватории. В 1982 ему было присвоено звание доцента.
Василий Дульский скончался на 75-м году жизни 2 февраля 1993 года. Похоронен на Николо-Архангельском кладбище в Москве.

### Семья
Четыре старших брата Василия Дульского также стали профессиональными музыкантами:
- Александр Михайлович Дульский (р. 1914) — валторнист; солист оркестров Петрозаводского радио, Азербайджанского театра оперы и балета, Северо-Осетинской филармонии и Чечено-Ингушской филармонии[3].
- Владимир Михайлович Дульский (р. 1910) — трубач; солист симфонических оркестров Петрозаводского радио и Сталинградской филармонии, дирижёр военных духовых оркестров[4].
- Николай Михайлович Дульский (1912—1982) — валторнист; артист ЗКР АСО Ленинградской филармонии, театра оперы и балета имени Кирова, симфонического оркестра Ленинградского радио и Госоркестра СССР, участник исторического исполнения седьмой симфонии Шостаковича в блокадном Ленинграде[4].
- Сергей Михайлович Дульский (р. 1908) — тромбонист; артист Луганского симфонического оркестра и симфонического оркестра Ворошиловградской филармонии, участник Великой Отечественной войны[5].

## Сочинения для духового оркестра
Увертюры:
- «Молодёжная увертюра» (1961)
- «Русская увертюра» (1970)
- Увертюра-фантазия «Идёт рабочий класс» (1986)

Марши:
- Военный марш (1957)
- Спортивный марш (1963[6])
- Парадный марш (1969)
- Майский марш (1969)
- Встречный марш (1971)